# Heterocarpus ensifer
Heterocarpus ensifer är en kräftdjursart som beskrevs av Alphonse Milne-Edwards 1881. Heterocarpus ensifer ingår i släktet Heterocarpus och familjen Pandalidae. Inga underarter finns listade i Catalogue of Life.

## Bildgalleri

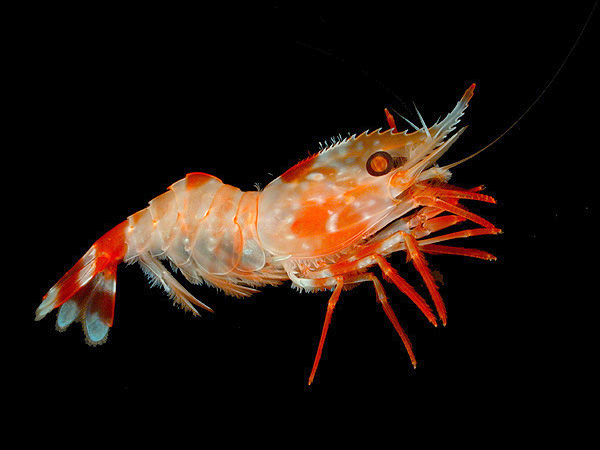